# Nacka Strand

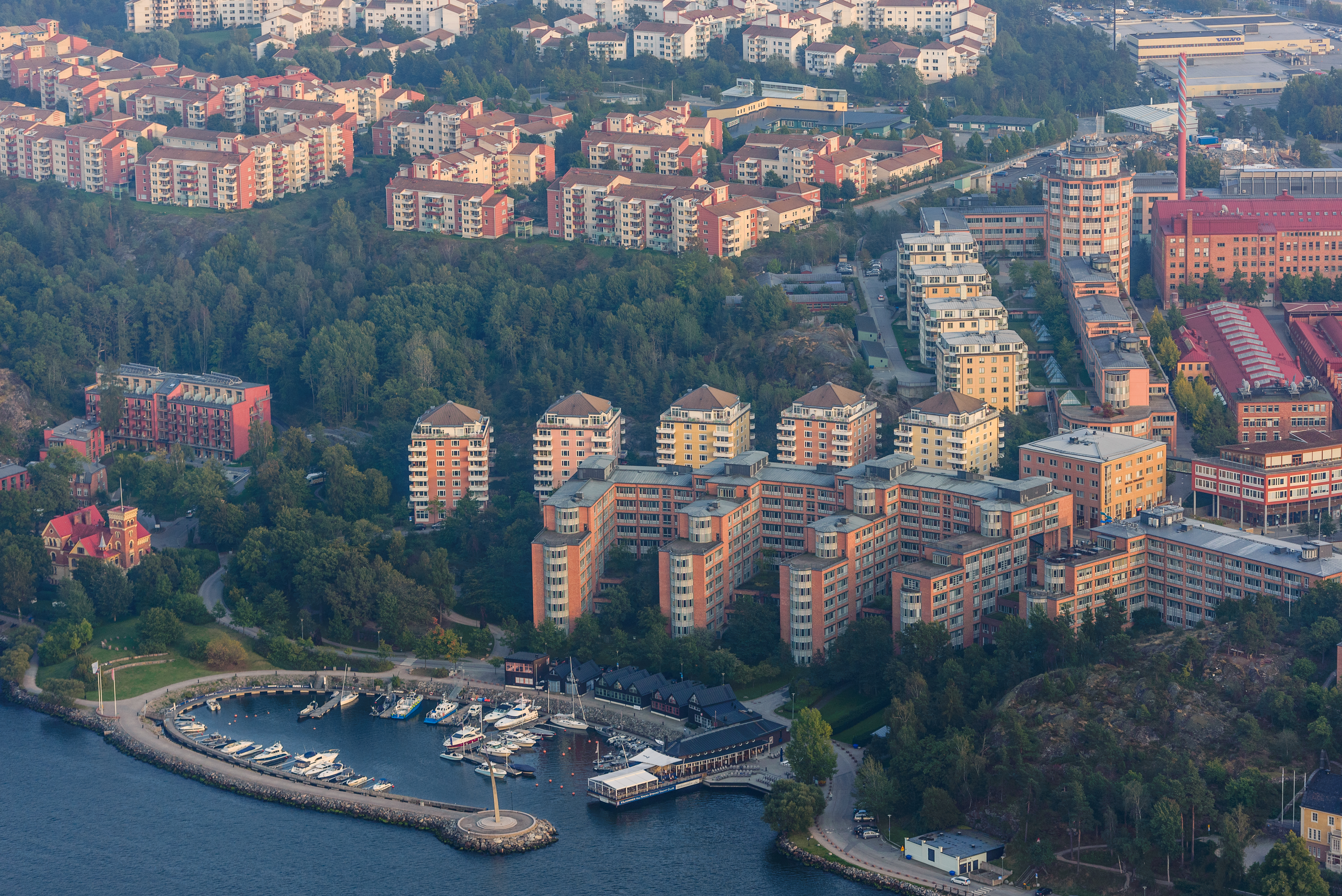
Nacka strand i september 2014.

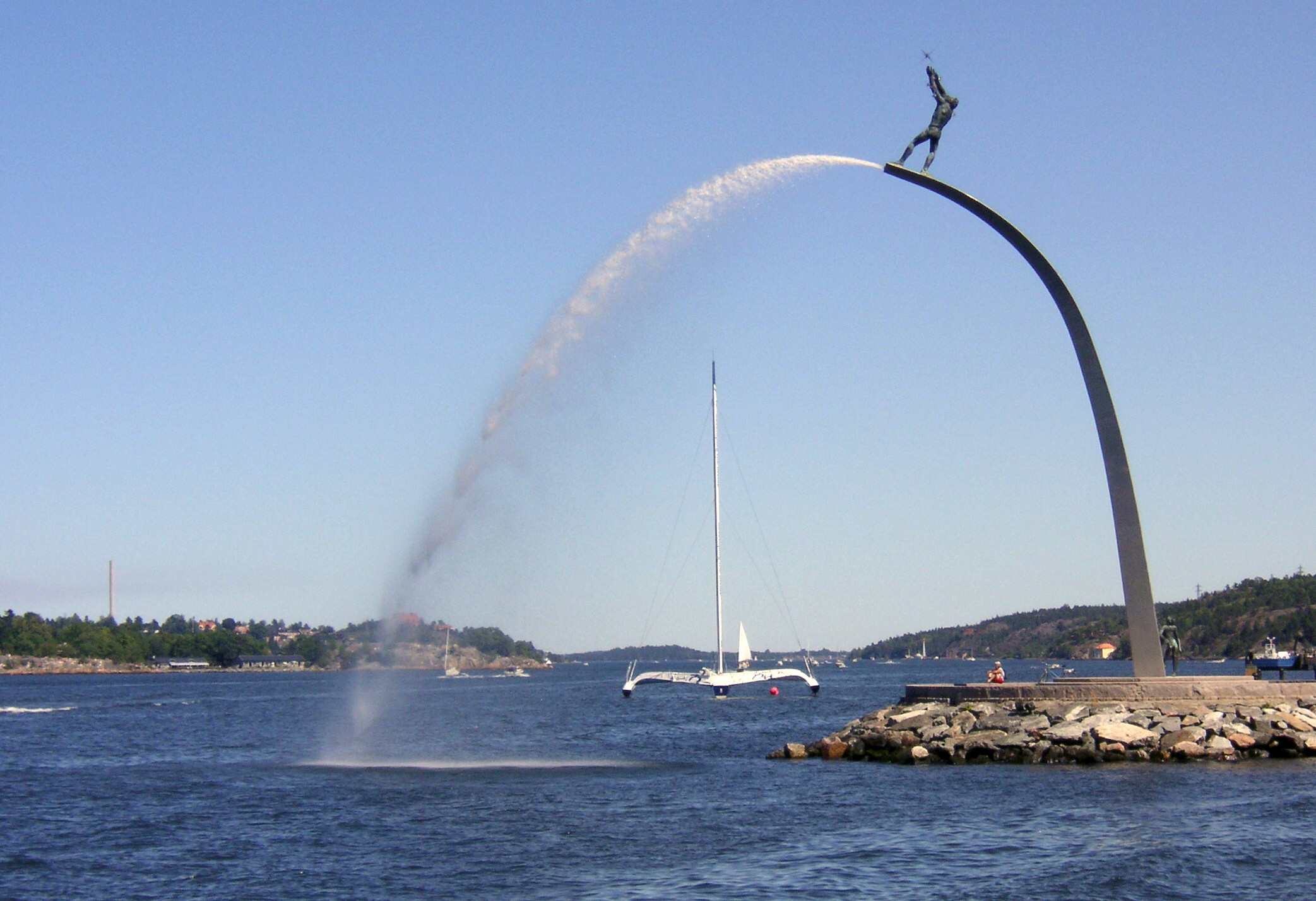
Gud Fader på Himmelsbågen av Carl Milles

Nacka strand, till ca 1988 Augustendal, är en stadsdel i norra Nacka kommun, Stockholms län.

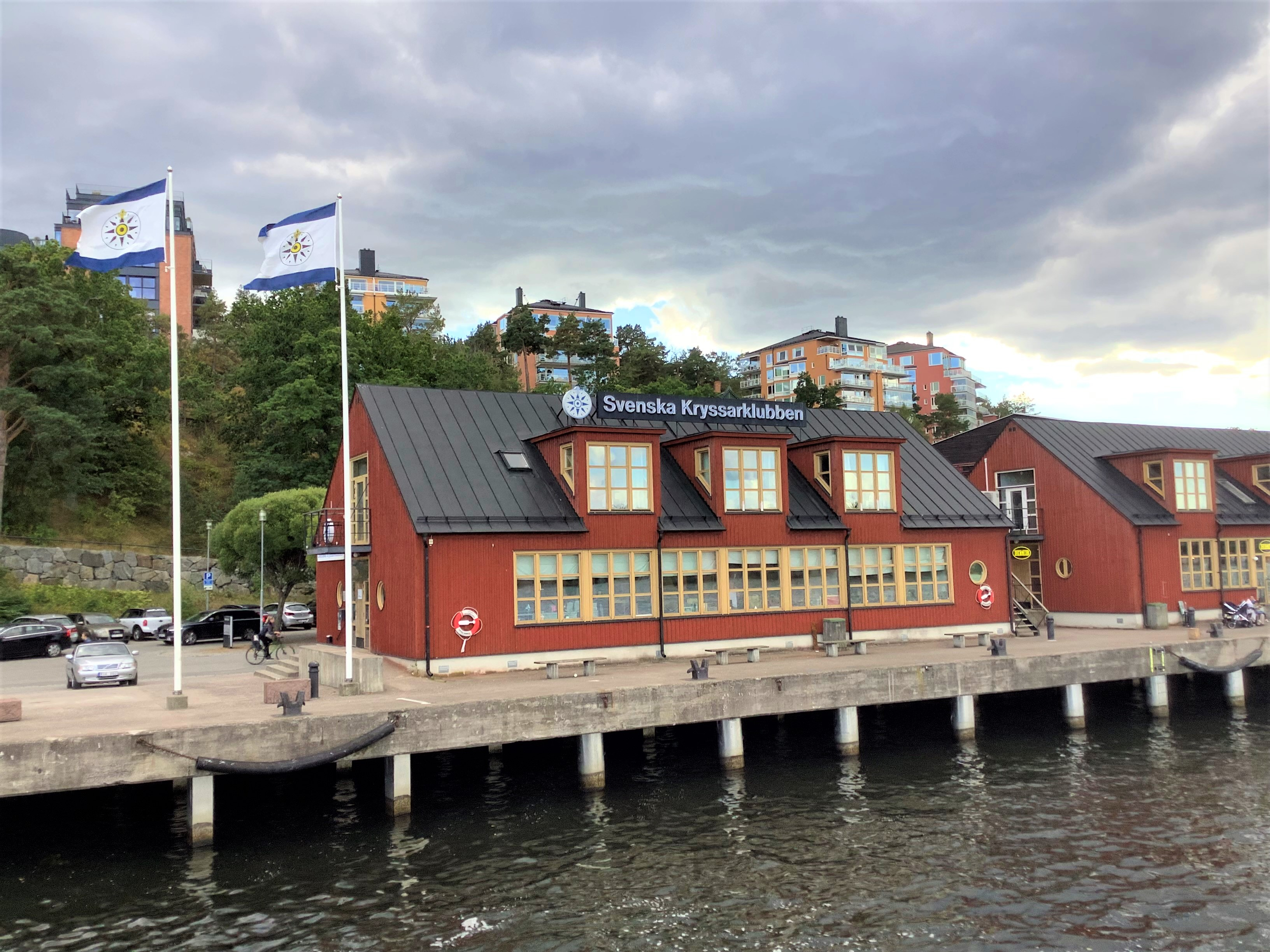
Svenska Kryssarklubben

## Historik
Området där dagens Nacka strand ligger tillhörde ursprungligen Stora Sickla gård. Under 1860-talet avstyckades några tomter vid Saltsjön för att utarrenderas till sommarnöjen. De kallades Gustafshög, Jacobsdal, Augustendal och Ellensvik. År 1899 köptes Augustendal och Jacobsdal av industripionjären J.V. Svenson. Hans storslagna idé var att anlägga en bilfabrik där, men när fabriken stod färdig visade det sig emellertid svårare än väntat att följa med i utvecklingen inom bilområdet. I väntan på en lämplig och hållbar bilkonstruktion lät Svenson istället starta en tillverkning av Fotogenmotorer (tändkulemotorer).
J.V. Svensons tillverkning av tändkulemotorer, vilka såldes under namnet Avance, blev snabbt väldigt framgångsrik. År 1916 hade Aktiebolaget J.V. Svensons Motorfabrik 500 anställda, och var således en av Sveriges största arbetsplatser. De flesta anställda bodde i företagets egna arbetarbostäder i Augustendal eller i det närbelägna Vikdalen. Som arbetsgivare var Svenson omtyckt, bland annat hjälpte han arbetarna i Vikdalen med bostäder och en egen kooperativ affär.
Efter en konkurs 1922 övertogs företaget av Handelsbanken, som i sin tur 1929 sålde det vidare till Munktells Mekaniska Verkstad AB. 1937 kom äntligen den så kallade bilfabriken att göra skäl för sitt namn då den övertogs av Gunnar Philipson. Under Philipsons Automobil ABs ledning kom anläggningen i Augustendal, under namnet AB Svenska Bilfabriken, att fungera som sammansättningsfabrik för bland annat DKW, Dodge och senare Mercedes.

## Nacka strand idag

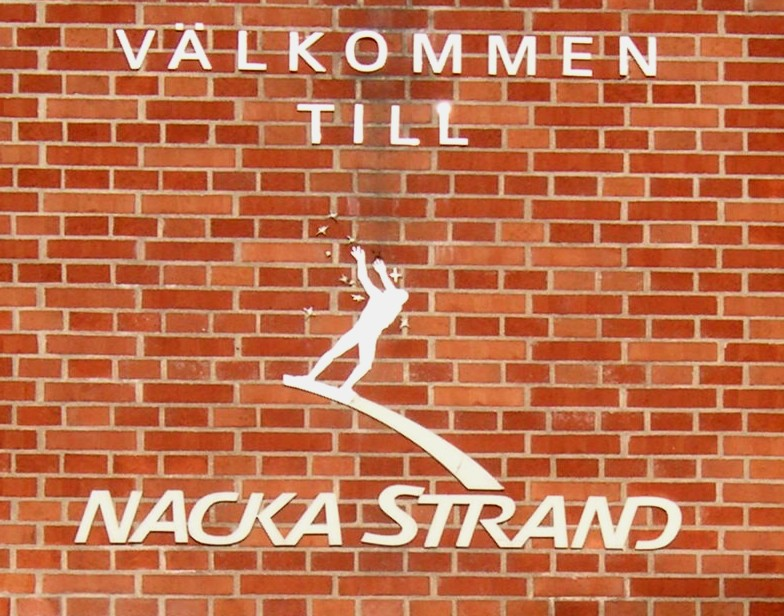
"Välkommen till Nacka Strand".

I samband med att familjeföretaget Philipsons omstrukturerades i mitten av 1980-talet tillkom nya aktieägare med intresse för fastighetsförvaltning. Ett nytt moderbolag, Arcona, bildades kring fastighetsintressena, och bilföretaget blev dotterbolag. Nacka kommun framhöll att det fanns stort intresse att få fram nya arbetsplatser och bostäder nära Stockholm. Resultatet blev att Arcona utlyste en arkitekttävling om en arbetsstad 1985. Vinnare blev Nyréns arkitektkontor. 
Efter en del omarbetningar av stadsplanen togs det första spadtaget 1988. Den nya stadsdelens namn kom att bli Nacka Strand. Till kvaliteterna i den nya stadsdelen hörde att man bevarat några av de äldsta fabriksbyggnaderna och återanvänt dem som utställningshall, konferensutrymme och bilmuseum. Nacka Strand Bilmuseum stängde dock i december 1992, efter sju månaders verksamhet.
I området finns nu en stor mängd kontorshus, men även flerfamiljshus. Från slutet av 1980-talet har Telia Sonera AB haft en omfattande verksamhet här, men flyttade från Nacka Strand 2005. Nere vid Saltsjöns strand finns en marina samt en brygga där Waxholmsbolagets båtar lägger till och där Svenska Kryssarklubben har sitt kontor.
I båthamnen finns sedan 1995 Carl Milles 23 meter höga skulptur Gud Fader på Himmelsbågen som sprutar vatten i en elegant båge i Saltsjön. Skulpturen har blivit kännetecknet för Nacka Strand.
I området finns ett flertal agenturföretag verksamma inom konfektionsbranschen och initiativet Stockholm Fashion District, som drivs av Agenturföretagen / Association of Trade Partners Sweden, försöker profilera området som ett modedistrikt.
Flera skolor finns även i området, som till exempel grundskolan Internationella Engelska Skolan i Nacka samt gymnasieskolorna MediaGymnasiet, Nacka Enskilda Gymnasium och Praktiska Gymnasiet Nacka.
Sjöpolisen i Nacka har sin hamn i Nacka Strand.

## Bilder

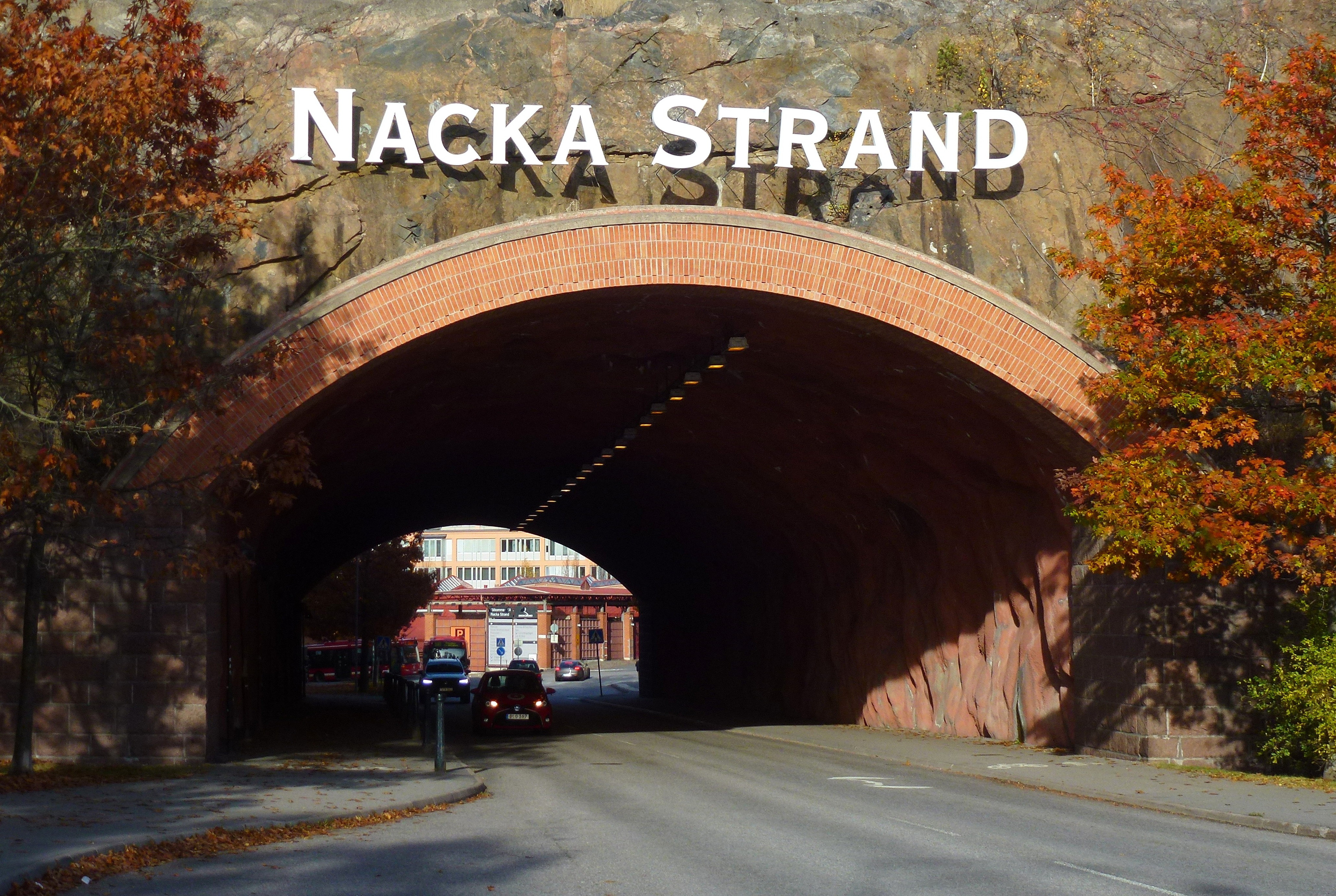
Tunneln till området
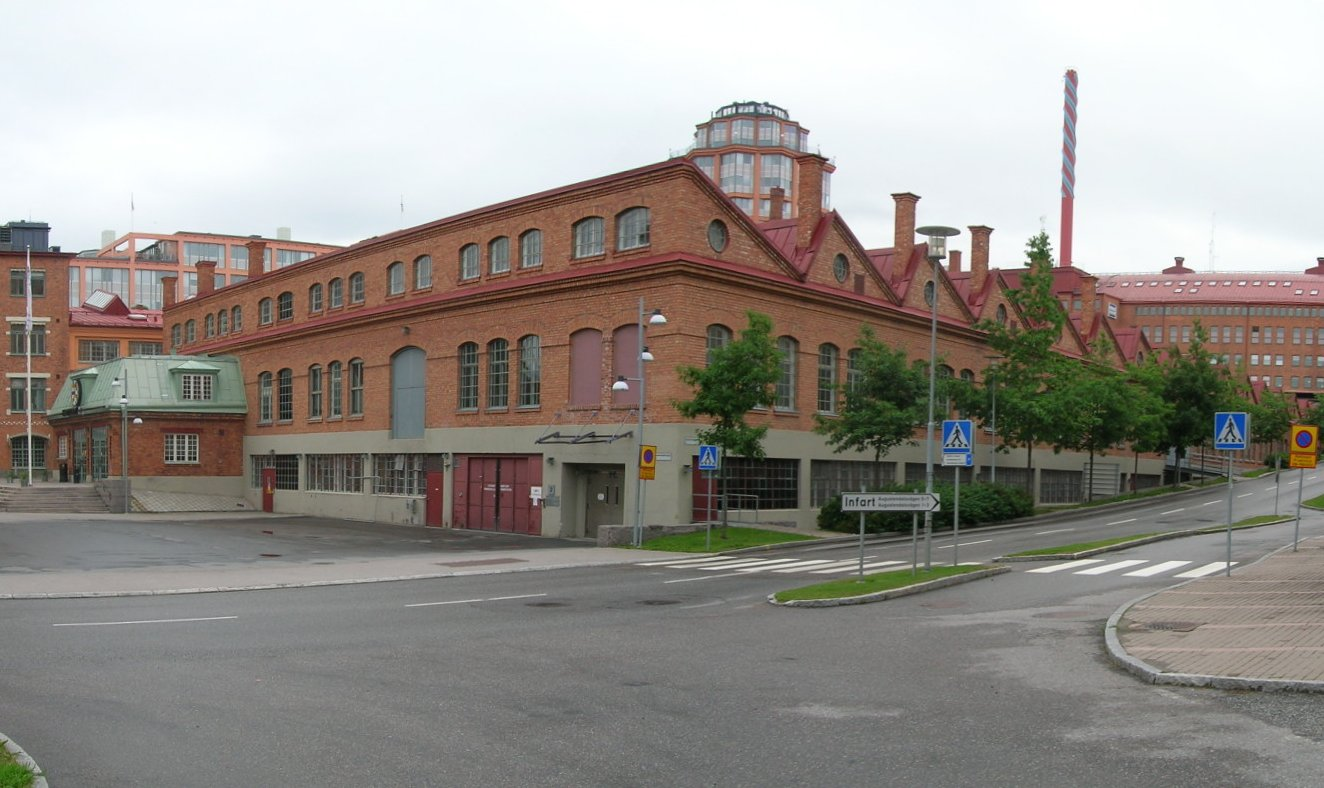
Tidigare J.V. Svensons Motorfabriks lokaler
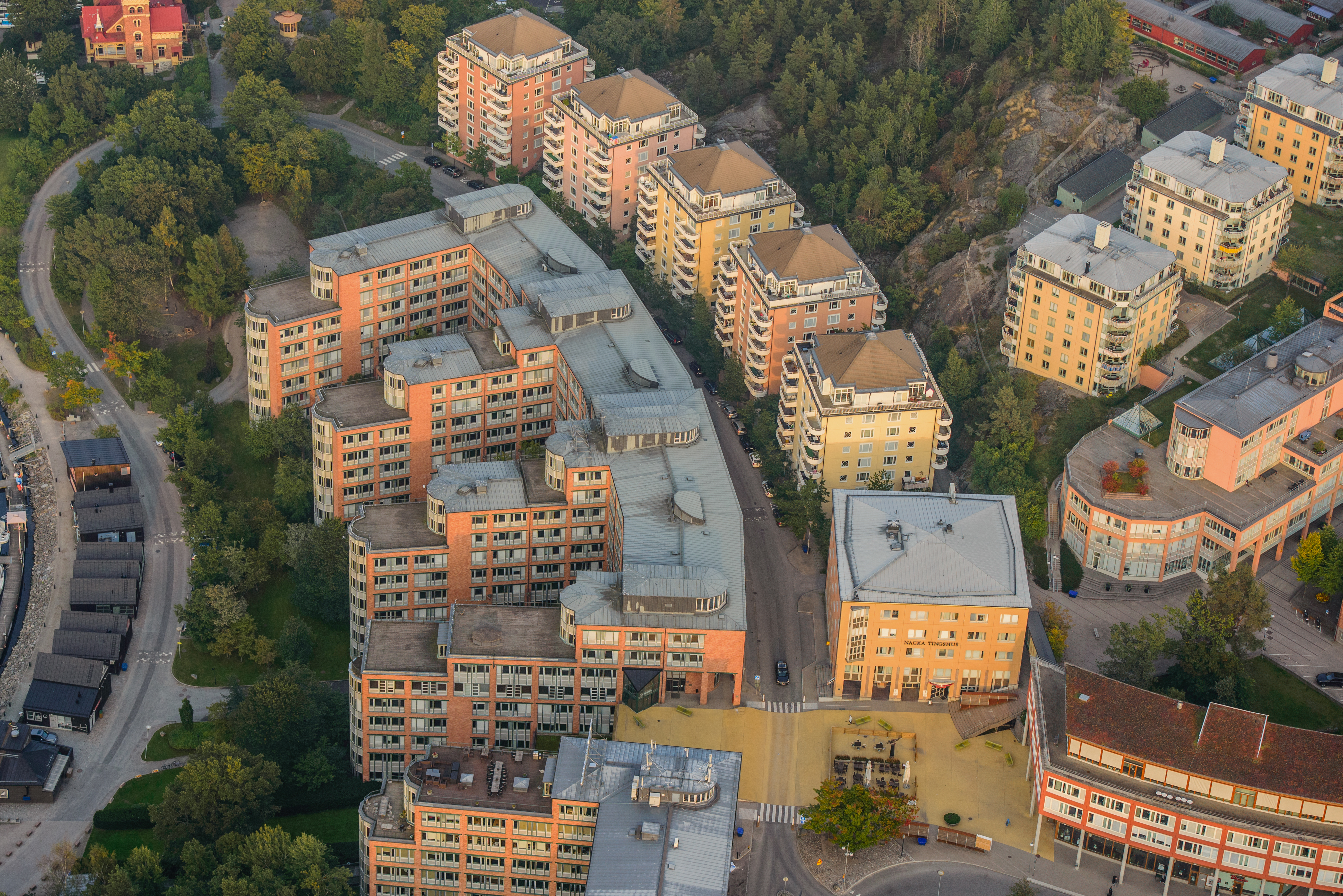
Bebyggelsen från luften
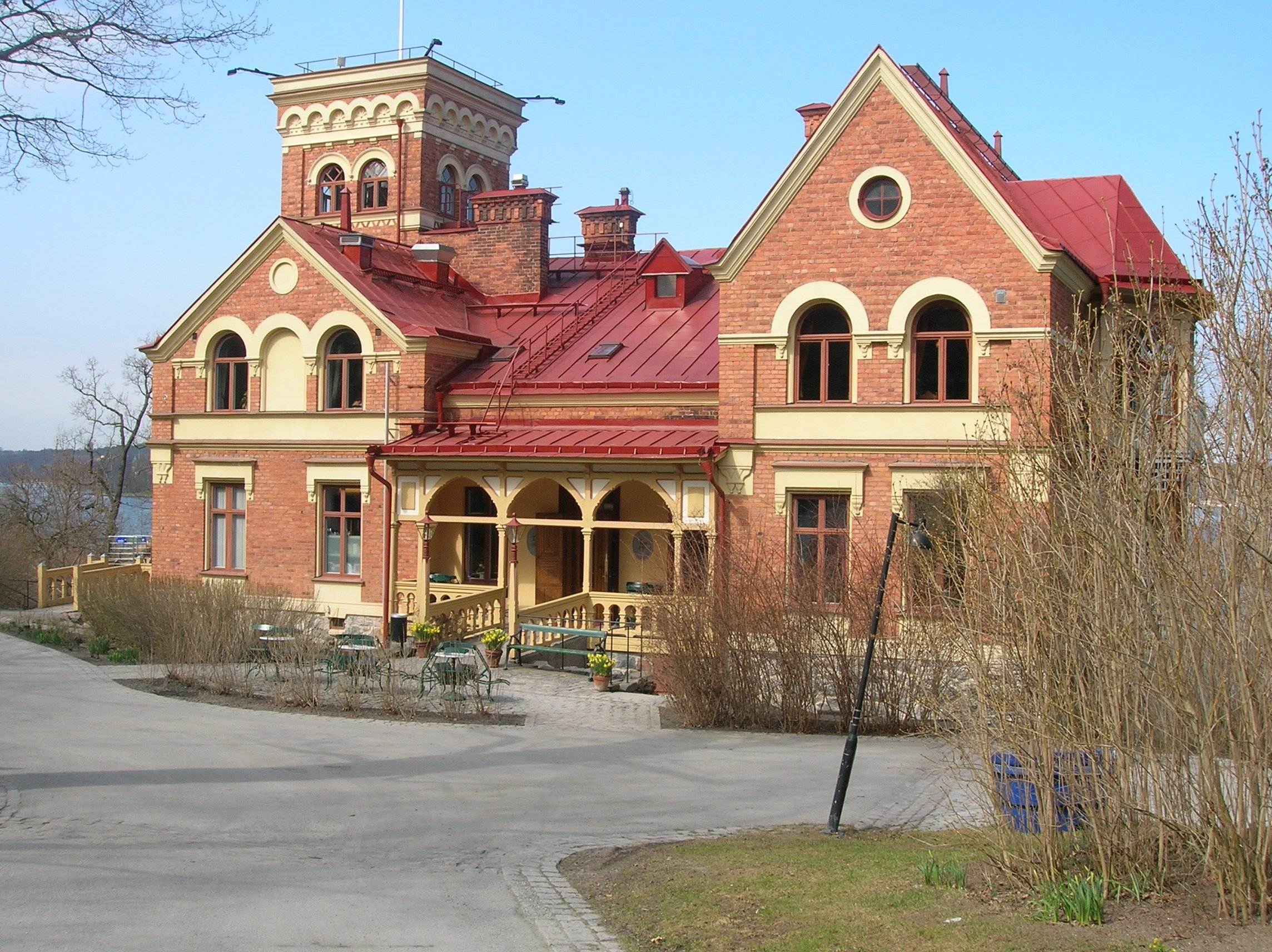
Tornvillan
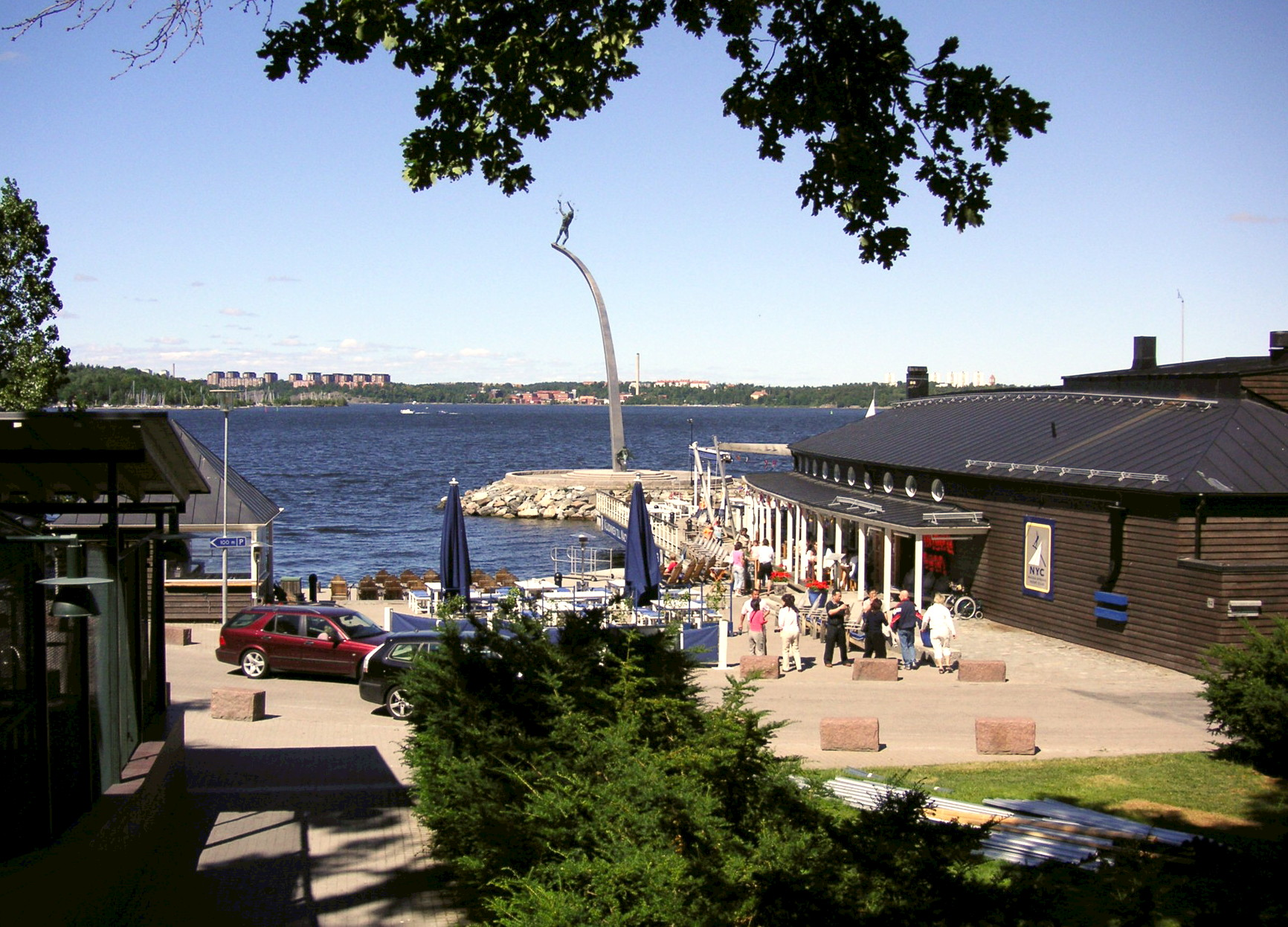
Båthamnen